# بوین (قمر)

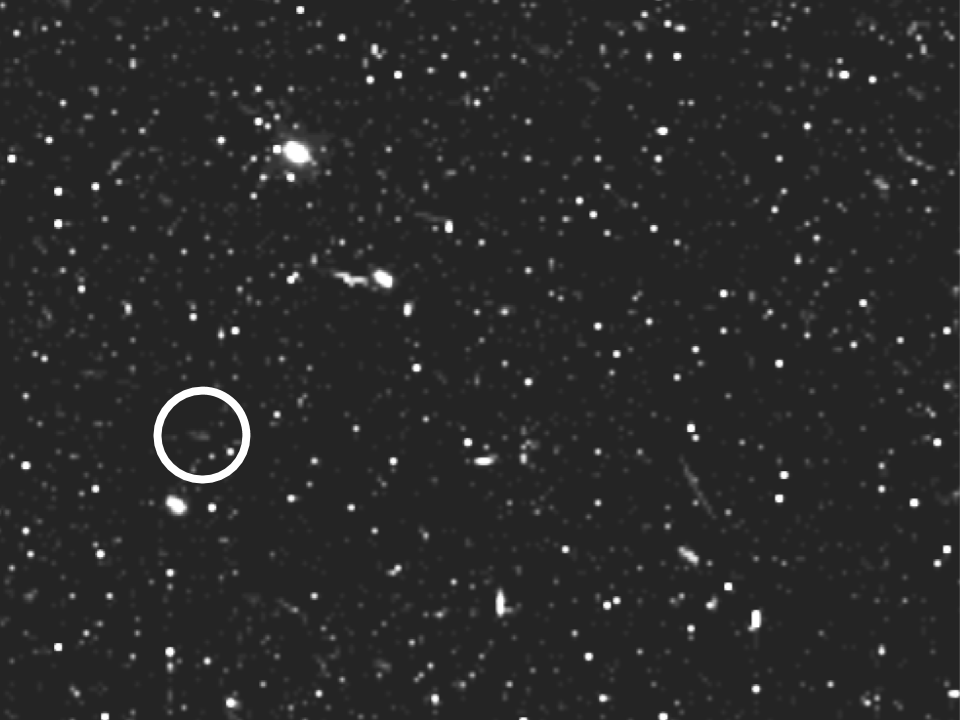
بوین

بوین (‎/bɛˈviːn/‎ be-VEEN) یا زحل ۳۷ (با نام موقت اس/۲۰۰۴ اس ۱۱) یک قمر طبیعی زحل است، که در چهارم ماه مه ۲۰۰۵ توسط اسکات اس. شپرد، دیوید سی.جویت، جن کلینه و برایان جی.مارسدن براساس مشاهداتی که بین ۱۲ دسامبر ۲۰۰۴ و ۹مارس ۲۰۰۵ صورت گرفته بود کشف شد.
بوین حدود ۶ کیلومتر قطر دارد. متوسط مدارش ۱۶٬۸۹۸ مگامتر است و دوره آن ۸۲۰٫۱۳۰ روز بوده و انحراف آن ۴۱ درجه نسبت به دائرةالبروج و (۱۸ درجه نسبت به استوای زحل) است. خروج از مرکز مدار این قمر ۰٫۳۳۳ است. دورهٔ چرخش آن توسط دوربین آی اس اس کاوشگر فضایی تحقیقاتی کاسینی-هویگنس ۱۶ ساعت اندازه‌گیری شد.